# Samuele Cottafava
Samuele Cottafava (Modena, 1 november 1998) is een Italiaans beachvolleybalspeler.

## Carrière
Cottafava nam in 2017 met Marco Maletti deel aan de Europese kampioenschappen onder 20 op Vulcano. Van 2019 tot en met 2021 vormde hij een team met Jakob Windisch. Het eerste jaar debuteerde Cottafava in de FIVB World Tour. In totaal speelde het tweetal in 2019 zeven wedstrijden in de mondiale competitie waaronder de World Tour Finals in Rome en boekten ze twee overwinningen (Boedapest en Tel Aviv). Daarnaast eindigden ze als vierde bij de EK onder 22 in Antalya. In 2021 was het duo actief op zeven FIVB-toernooien met een eerste plaats in Cervia als beste resultaat. Bij de EK in Wenen kwamen Cottafava en Windisch niet verder dan de groepsfase. Met Gianluca Dal Corso eindigde hij bovendien als derde in Sofia.
Sinds 2022 speelt Cottafava samen met Paolo Nicolai. Het tweetal nam hun eerste seizoen deel aan tien reguliere toernooien in de Beach Pro Tour – de opvolger van de World Tour. Ze wonnen het Elite16-toernooi van Jurmala ten koste van het Qatarese duo Cherif Younousse en Ahmed Tijan. Ze behaalden daarnaast podiumplaatsen in Doha (tweede) en Parijs (derde) en bereikten bij drie andere toernooien de kwartfinale (Itapema, Hamburg en Kaapstad). Bij de wereldkampioenschappen in eigen land werden Cottafava en Nicolai in de achtste finale uitgeschakeld door Vitor Felipe en Renato Lima uit Brazilië. Bij de EK in München waren de latere kampioenen David Åhman en Jonatan Hellvig in de achtste finale te sterk. Cottafava en Nicolai sloten het seizoen af met brons bij de Beach Pro Tour Finals in Doha, waar ze de troostfinale van de Nederlanders Alexander Brouwer en Robert Meeuwsen wonnen.
Het jaar daarop deden ze mee aan twaalf toernooien in de mondiale competitie. Het duo kwam daarbij tot twee tweede plaatsen (Hamburg en João Pessoa), een derde plaats (Edmonton) en drie vijfde plaatsen (Tepic, Parijs en de seizoensfinale in Doha). In Wenen bereikten ze de halve finale die verloren werd van Åhman en Hellvig; in de troostfinale waren Serhij Popov en Edoeard Reznik uit Oekraïne te sterk, waardoor Cottafava en Nicolai als vierde eindigden. Bij de WK in Mexico verloren ze de achtste finale van de Noren Anders Mol en Christian Sørum.

## Palmares
Kampioenschappen
- 2022: 9e WK
- 2023: 4e EK
- 2023: 9e WK

FIVB World Tour
- 2019:  1* Boedapest
- 2019:  1* Tel Aviv
- 2021:  1* Sofia
- 2021:  1* Cervia

Beach Pro Tour
- 2022:  Doha Challenge
- 2022:  Elite16 Jurmala
- 2022:  Elite16 Parijs
- 2022:  Finals Doha
- 2023:  Elite16 Hamburg
- 2023:  Elite16 João Pessoa